# Квемо-Ничбиси
Квемо-Ничбиси (груз. ქვემო ნიჩბისი) — село в Грузии, на территории Мцхетского муниципалитета края (мхаре) Мцхета-Мтианети.

## География
Село находится в центральной части Грузии, на берегах реки Ничбисисцкали (правый приток Куры), на расстоянии приблизительно 11 километров (по прямой) к западу от города Мцхета, административного центра края и муниципалитета. Абсолютная высота — 715 метров над уровнем моря.

## Население
По результатам официальной переписи населения 2014 года в Квемо-Ничбиси проживало 603 человека (301 мужчина и 302 женщины). В национальной структуре населения грузины составляли 100 %.
| Год  | Население, человек |
| ---- | ------------------ |
| 2002 | 638                |
| 2014 | ↘ 603              |